# Mimi (mythologie)
Pour les articles homonymes, voir Mimi.

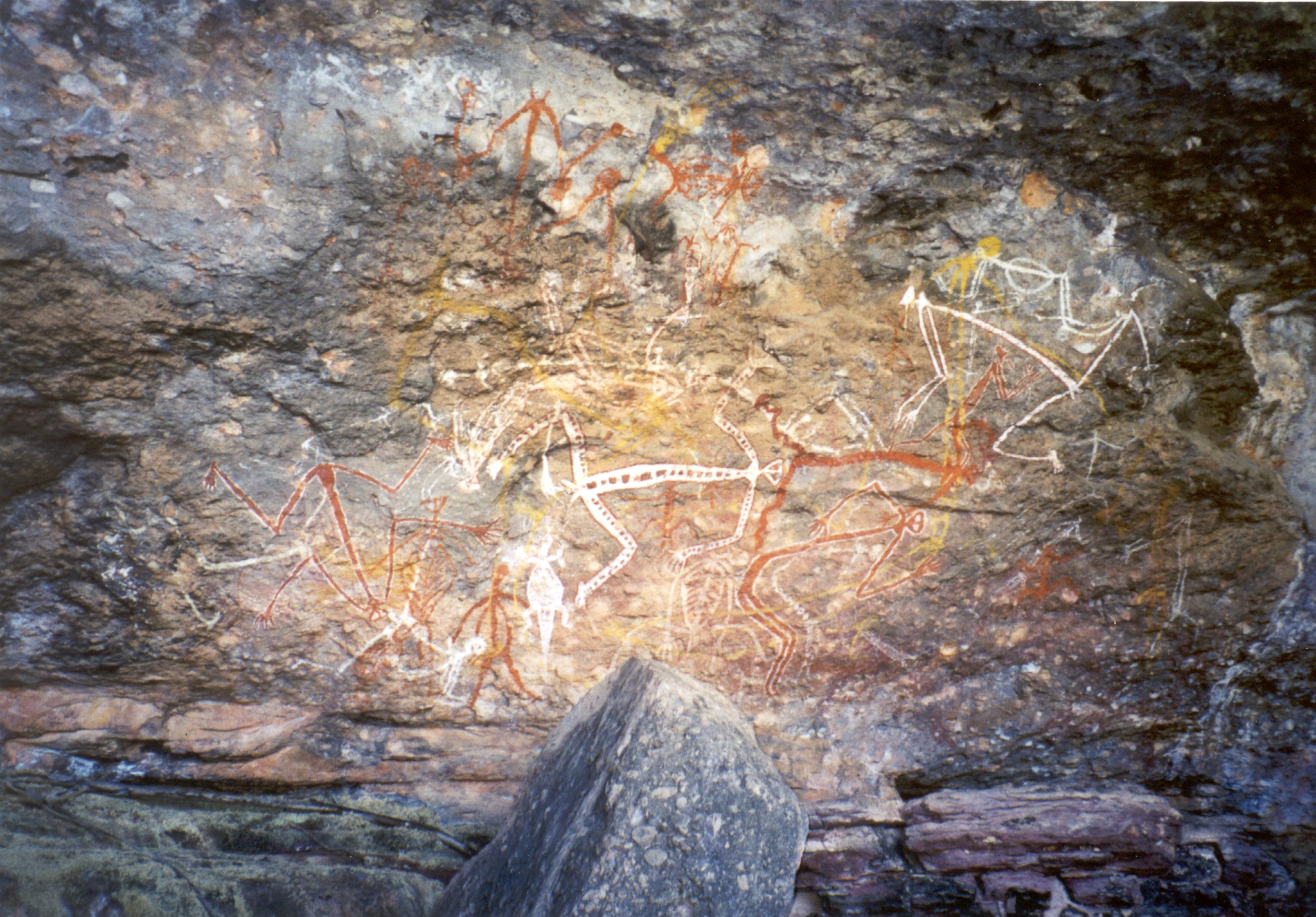
Peinture rupestre de Mimis

Les aborigènes d'Australie croient en des esprits lumineux : les Mimi.
Ils les représentent d'ailleurs souvent sur les peintures rupestres qui ornaient les cavernes où ils logeaient.
Ces êtres filiformes sont censés protéger la nature.

## Sources
- (en) L.R. Hiatt, Australian Aboriginal Mythology, Canberra, AIAS, 1974
- (en) Robert Lawlor, Voices Of The First Day : Awakening in the Aboriginal dreamtime, Rochester (Vermont), Inner Traditions International, Ltd., 1991, 432 p. (ISBN 0-89281-355-5)